# Архиепархия Банияса
Архиепархия Банияса (лат. Archieparchia Caesariensis o Paneadensis) — архиепархия Мелькитской католической церкви с центром в городе Мердж-Аюн, Ливан. Архиепархия Банияса является суфраганной архиепархией митрополии Тира. Кафедральным собором архиепархии Банияса является церковь святого апостола Петра.

## История
25 февраля 1886 года Святой Престол учредил епархию Банияса, которая 18 ноября 1964 года была возведена в ранг архиепархии.

## Ординарии архиепархии
- епископ Бакарат Герайгири (22.02.1886 — 24.11.1898) — выбран антиохийским патриархом;
- епископ Климент Малуф (24.11.1901 — 1941);
- епископ Исидор Фатталь (20.06.1943 — 13.08.1943) — выбран архиепископом Алеппо;
- епископ Василий Антоний Лев Килзи (10.07.1944 — 11.08.1951);
- архиепископ Афанасий Ах-Шаер (28.07.1951 — 2.11.1984);
- архиепископ Nicolas Hajj S.D.S. (3.11.1984 — 18.09.1985);
  - Sede vacante (1985—1989);
- архиепископ Антоний Хайек (19.07.1989 — 17.10.2006);
- архиепископ Георгий Николай Хаддад (17.10.2006 — по настоящее время).

## Источник
- Annuario Pontificio, Libreria Editrice Vaticana, Città del Vaticano, 2003, ISBN 88-209-7422-3